# Bathyraja interrupta
''Bathyraja interrupta'' es una especie de pez de la familia de los Rajidae en el orden de los Rajiformes.

## Morfología
Los machos pueden llegar a alcanzar los 86 cm de longitud total

## Reproducción
Es ovíparo y las hembras ponen huevos envueltos en una cápsula córnea.

## Alimentación
Come invertebrados y peces bentónicos.

## Depredadores
En Rusia es depredado por Bathyraja aleutica .

## Hábitat
Es un pez de mar y de aguas profundas que vive entre 23-1.500 m de profundidad.

## Distribución geográfica
Se encuentra en el Océano Pacífico norte: desde el oeste del Mar de Bering e Islas Aleutianas hasta el sur de California (los Estados Unidos). 

## Uso comercial
Aunque las aletas pectorales pueden ser usadas para preparar una amplia variedad de platos, generalmente se considera no comercializable y sus capturas accidentales suelen ser descartadas. A veces, es utilizado para producir piensos para visones y fertilizantes. 

## Observaciones
Es inofensivo para los humanos. 